# Jan Behrendt
Jan Behrendt (* 29. November 1967 in Ilmenau) ist ein ehemaliger deutscher Rennrodler, der zunächst für die DDR und ab 1990 für das wiedervereinigte Deutschland antrat.
Behrendt erreichte seine größten Erfolge im Doppelsitzer als „Untermann“ mit seinem Partner Stefan Krauße. Krauße und Behrendt stiegen schnell in die internationale Spitze auf und gewannen zwischen 1988 und 1998 vier olympische Medaillen, darunter zwei Olympiasiege (1992 sowie 1998). Hinzu kamen sieben Welt- und zwei Europameistertitel sowie 27 Weltcupsiege und drei erste Plätze im Gesamtweltcup, die das Duo zu dem erfolgreichsten Doppel der 1990er-Jahre machten.

## Karriere

### Anfänge und erste Olympiateilnahme (bis 1988)
Bereits bei der Einschulung im Jahr 1974 lernte Behrendt seinen späteren Partner im Doppelsitzer, den zwei Monate älteren Stefan Krauße, kennen. Vier Jahre darauf begannen die beiden Ilmenauer mit dem Rodelsport, wobei sie zunächst jeweils im Einsitzer starteten. Erst 1982 wechselten sie gemeinsam auf den Doppelsitzer und bildeten fortan ein Team, wobei der 18 Zentimeter kleinere und etwa 20 Kilogramm leichtere Behrendt die Rolle des „Untermanns“ einnahm. Später begründete Krauße, der als „Pilot“ für die Steuerung zuständig war, die Entscheidung für die Teambildung damit, dass sie sich aufgrund ihres zurückhaltenden Temperamentes sehr ähnlich seien. Auch nach der 16 Jahre andauernden Verbindung, die in den Medien als „Sportler-Ehe“ bezeichnet wurde, blieben Krauße und Behrendt befreundet und hielten den Kontakt, da sie beide im gleichen Ort wohnten.

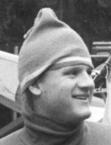
Behrendts Partner Stefan Krauße im Jahr 1985

Den ersten internationalen Wettkampf bestritten die damals 17-Jährigen im Jahr 1985 bei den Junioreneuropameisterschaften auf der Kombinierten Kunsteisbahn am Königssee, wo sie gemeinsam die Bronzemedaille gewannen. Ein Jahr darauf erreichten die beiden Rodler die gleiche Platzierung bei den Juniorenweltmeisterschaften, die ebenfalls am Königssee ausgetragen wurde. Binnen weniger Jahre hatte sich das Doppel damit in der nationalen Spitze etabliert, zu der ebenfalls das Duo Jörg Hoffmann und Jochen Pietzsch gehörte. Hoffmann und Pietzsch, die wie Krauße und Behrendt für den erfolgreichen DDR-Klub ASK Vorwärts Oberhof antraten, waren zwischen 1983 und 1987 dreimal hintereinander Weltmeister geworden und galten somit als hohe Favoriten für den Olympiatitel, der 1988 in Calgary vergeben wurde. Tatsächlich gewannen Hoffmann und Pietzsch den olympischen Wettbewerb, dahinter wurden Krauße und Behrendt Zweite. Bei einer Pressekonferenz nach den Olympischen Spielen lobte Jörg Hoffmann die vorgebrachten Leistungen der 20-jährigen Olympiadebütanten und meinte, diese könnten einmal ihre Nachfolger werden. Krauße und Behrendt erklärten daraufhin, sie hätten sich bei den Trainings „so manchen Kniff“ von den Olympiasiegern abschauen können.

### Etablierung in der Weltspitze und erster Olympiasieg (1988 bis 1994)
In der folgenden Olympiade lösten Krauße und Behrendt das einige Jahre ältere Doppel Hoffmann/Pietzsch als stärkste nationale – und somit auch internationale – Kraft ab. 1989 wurden sie in Winterberg erstmals Weltmeister, ebenso 1991, nachdem sie 1990 den Titel verpasst hatten. Zudem starteten die beiden Rodler nach der Deutschen Wiedervereinigung nicht weiter für die DDR, sondern für das wiedervereinigte Deutschland. Damit verbunden war auch die Auflösung ihres alten Vereins, des ASK Vorwärts Oberhof, im Jahr 1990. Nachfolgeklub war der WSV Oberhof 05, aus dem sich 1993 der Kufensportbereich als BSR Rennsteig Oberhof herauslöste. Somit traten Krauße und Behrendt während ihrer Karriere für drei unterschiedliche Vereine an, wenngleich sie nie ihren Standort wechselten. Neuer Übungsleiter wurde der deutsche Bundestrainer Josef Lenz, der das Duo als ein „Paar wie Pech und Schwefel“ bezeichnete. In der olympischen Saison 1991/92 knüpften Krauße/Behrendt zunächst nicht an die Erfolge der Vorjahre an. Den Winter dominierten die Südtiroler Hansjörg Raffl sowie Norbert Huber, die alle Weltcuprennen und die Europameisterschaft für sich entschieden hatten und damit auch Favoriten für die Olympischen Spiele in Albertville waren. Dort siegten jedoch diesmal Krauße und Behrendt, die im Nachhinein ihren Vorteil darin sahen, dass sie die Beine angezogen und dadurch die Lichtschranke etwas später ausgelöst hatten.
Zwischen Olympia 1992 in Albertville und den nachfolgenden olympischen Wettkämpfen in Lillehammer lagen aufgrund der Entscheidung, Sommer- und Winterspiele nicht mehr im gleichen Jahr stattfinden zu lassen, lediglich zwei Jahre und somit nur einmal Weltmeisterschaften, die 1993 in Calgary stattfanden. Krauße und Behrendt sicherten sich dort zum dritten Mal innerhalb von vier Jahren den Titel im Doppelsitzer und gewannen außerdem – wie schon 1991 – auch den Teamwettbewerb, in dem sie Deutschland unter anderem gemeinsam mit Georg Hackl und Susi Erdmann vertraten. Nachdem das Duo auch in der Weltcupsaison 1993/94 erfolgreich gefahren war und vier der sechs Weltcuprennen sowie erstmals auch den Gesamtweltcup für sich entschieden hatte, zählten Krauße und Behrendt 1994 erneut zu den Favoriten auf die olympische Goldmedaille. In Lillehammer unterlagen sie allerdings wegen eines Fehlers im zweiten Lauf dem italienischen Doppel Kurt Brugger/Wilfried Huber und gewannen lediglich die Bronzemedaille.

### Karriereende mit dem zweiten Olympiasieg (1994 bis 1998)
Auf die Spiele von Lillehammer folgte eine weitere erfolgreiche Olympiade für die beiden Ilmenauer, die mittlerweile zu den älteren Paaren im Doppelsitzerfeld gehörten. Auf nationaler Ebene blieben sie weiterhin das Duo mit den besten Ergebnissen, wenngleich die einige Jahre jüngeren Skel/Wöller und Mankel/Rudolph ebenfalls Medaillen gewannen und bei Weltcups triumphierten. Dennoch wurden Krauße und Behrendt sowohl in der Saison 1994/95 als auch im darauffolgenden Winter Gesamtweltcupsieger und sicherten sich 1995 den Weltmeistertitel sowie 1996 den Sieg bei den Europameisterschaften. Dieser Triumph war der erste, den sich das Doppel bei den kontinentalen Wettkämpfen sicherte, nachdem es zuvor zweimal die Bronzemedaille gewonnen hatte. In der vorolympischen Saison 1996/97 blieb das Doppel titellos; hinter dem österreichischen Team Schiegl/Schiegl erreichte es den Silberrang. Bei dem Testwettkampf auf der Olympiabahn von Nagano schnitten Krauße und Behrendt wenig erfolgreich ab und platzierten sich weit hinten im Starterfeld. Als Reaktion darauf ließen sie zu Beginn des Winters 1997/98 ihren Schlitten beim Institut für Forschung und Entwicklung von Sportgeräten (FES) in Berlin modernisieren, montierten darunter aber die alten Kufen, mit denen sie fast sechs Jahre zuvor in Albertville gesiegt hatten.
Die Saison 1997/98 war für die mittlerweile 30-jährigen Sportler die abschließende. Letzter Karrierehöhepunkt waren die olympischen Wettkämpfe in Nagano, die vierten Spiele, an denen Krauße und Behrendt teilnahmen. Zuvor stellten sie mit zwei weiteren Weltcupsiegen den Rekord der Italiener Hansjörg Raffl und Norbert Huber ein, die wie die Ilmenauer 27 Rennen der höchsten Wettkampfklasse für sich entschieden hatten. Trotz eines Traingssturzes, bei dem sich Stefan Krauße eine Rippen- und Beinverletzung zuzog, gelang es dem Doppel vor den Olympischen Spielen, wieder den Anschluss an die Weltspitze herzustellen. Das deutsche Duo gewann bei den Europameisterschaften, bei der mit den US-Amerikanern Mark Grimmette und Brian Martin allerdings die Hauptkonkurrenten für die Olympischen Spiele fehlten. In den Trainingsfahrten auf der Bahn in Nagano zeigten sowohl Krauße und Behrendt als auch Grimmette und Martin gute Leistungen; bei den meisten Trainingsfahrten lag eines dieser Teams an der Spitze. Im ersten von zwei Durchgängen übernahmen die Deutschen auf Anhieb die Führung, von der sie auch im abschließenden Lauf nicht verdrängt wurden. Im Rückblick auf den zweiten Durchgang, in dessen mittleren Teil Krauße und Behrendt nicht optimal gefahren waren, meinte Jan Behrendt, er habe zunächst gedacht, alles sei vorbei. Den Fehler konnte das Doppel jedoch durch eine gute Leistung im letzten Teil der Strecke ausgleichen, sodass Krauße und Behrendt mit 0,22 Sekunden Vorsprung zum zweiten Mal Olympiasieger wurden.
Für seine überragenden sportlichen Erfolge wurde er durch Verleihung des Silbernen Lorbeerblattes geehrt.
Im Anschluss an die Spiele von Nagano traten Stefan Krauße und Jan Behrendt vom aktiven Leistungssport zurück. Der deutsche Bundestrainer Thomas Schwab äußerte sich zu dem Karriereende: „Mehr kann man nicht gewinnen; da ist man als Trainer fast sprachlos.“ Die Athleten selbst erklärten ihre Entscheidung damit, dass es keine sportlichen Ziele mehr gegeben hätte. Gleichzeitig bekräftigten sie, es sei eine schöne Zeit gewesen. Nach dem Rücktritt setzte Behrendt, der eine Woche nach Olympia zum Ehrenbürger der Stadt Ilmenau ernannt wurde, seine 1995 begonnene Ausbildung zum Bankkaufmann fort. Wenige Jahre vor ihrem Karriereende hatte er sich im Rahmen eines Weltcupwettbewerbs öffentlich darüber geärgert, dass den Doppelsitzern medial weniger Aufmerksamkeit zuteilwird als den Einsitzern. Als Preisgeld für eine Olympiamedaille würden die Doppelsitzer gemeinsam 15.000 Mark von der Deutschen Sporthilfe erhalten; selbst das müssten sie noch teilen. Der Rekord von 27 Weltcupsiegen, den Krauße und Behrendt im Jahr 1998 aufgestellt hatten, wurde zu Beginn der Saison 2007/08 von ihren Landsleuten Patric Leitner und Alexander Resch übertroffen.

## Erfolge

### Weltcupsiege
Doppelsitzer
| Nr. | Datum         | Ort         | Bahn                                              |
| --- | ------------- | ----------- | ------------------------------------------------- |
| 1.  | 10. Jan. 1988 | Altenberg   | Rennschlitten- und Bobbahn Altenberg              |
| 2.  | 17. Jan. 1988 | Winterberg  | Bobbahn Winterberg                                |
| 3.  | 8. Jan. 1989  | Oberhof     | Rennrodelbahn Oberhof                             |
| 4.  | 15. Jan. 1989 | Königssee   | Kunsteisbahn Königssee                            |
| 5.  | 28. Jan. 1990 | Königssee   | Kunsteisbahn Königssee                            |
| 6.  | 25. Nov. 1990 | Altenberg   | Rennschlitten- und Bobbahn Altenberg              |
| 7.  | 9. Feb. 1991  | St. Moritz  | Olympia Bob Run St. Moritz–Celerina               |
| 8.  | 31. Jan. 1993 | Winterberg  | Bobbahn Winterberg                                |
| 9.  | 7. Feb. 1993  | Lillehammer | Bob- und Rennschlittenbahn Hunderfossen           |
| 10. | 2. Dez. 1993  | Sigulda     | Rennrodel- und Bobbahn Sigulda                    |
| 11. | 5. Dez. 1993  | Sigulda     | Rennrodel- und Bobbahn Sigulda                    |
| 12. | 12. Dez. 1993 | Innsbruck   | Olympia Eiskanal Igls                             |
| 13. | 19. Dez. 1993 | Winterberg  | Bobbahn Winterberg                                |
| 14. | 26. Nov. 1994 | Innsbruck   | Kunsteisbahn Bob-Rodel Igls                       |
| 15. | 27. Nov. 1994 | Innsbruck   | Kunsteisbahn Bob-Rodel Igls                       |
| 16. | 17. Dez. 1994 | Calgary     | Bob- und Rennschlittenbahn im Canada Olympic Park |
| 17. | 18. Dez. 1994 | Calgary     | Bob- und Rennschlittenbahn im Canada Olympic Park |
| 18. | 15. Jan. 1995 | Oberhof     | Rennrodelbahn Oberhof                             |
| 19. | 22. Jan. 1995 | Königssee   | Kunsteisbahn Königssee                            |
| 20. | 10. Dez. 1995 | La Plagne   | Bob- und Rennschlittenbahn La Plagne              |
| 21. | 17. Dez. 1995 | Winterberg  | Bobbahn Winterberg                                |
| 22. | 21. Jan. 1996 | Königssee   | Kunsteisbahn Königssee                            |
| 23. | 11. Feb. 1996 | St. Moritz  | Olympia Bobrun St. Moritz–Celerina                |
| 24. | 17. Feb. 1996 | Oberhof     | Rennrodelbahn Oberhof                             |
| 25. | 2. Feb. 1997  | Winterberg  | Bobbahn Winterberg                                |
| 26. | 6. Dez. 1997  | Innsbruck   | Kunsteisbahn Bob-Rodel Igls                       |
| 27. | 18. Jan. 1998 | Altenberg   | Rennschlitten- und Bobbahn Altenberg              |